# Серково (Кстовский район)
Серково — деревня в Кстовском районе Нижегородской области. Входит в состав Прокошевского сельсовета.